# Arnau de Pinós
Arnau de Pinós (Bagà, 1300 - Puigcerdà, 1370) va ser un frare dominic. Fou venerat com a beat al si de l'Orde de Predicadors, tot i no haver estat beatificat formalment. Nascut a Bagà, en una de les famílies nobles, els barons de Pinós. Va ingressar a l'Orde de Sant Domènec, al convent de Puigcerdà, i la seva vida de religiós fou exemplar, dedicada a la pregària. Morí en llaor de santedat al mateix convent, a l'edat de setanta anys. Per la seva fama de sant, no fou sebollit al cementiri comú, sinó al centre de la sala capitular del convent de Puigcerdà, amb una inscripció commemorativa. Les restes es traslladaren en una urna de fusta, al presbiteri de l'església i, finalment, a la sagristia. Al sepulcre, a més de les armes del Pinós, es pintà el martiri de Sant Esteve màrtir, patró del llinatge.